# Karim Madani
Karim Madani (ur. 30 listopada 1992) – polski piłkarz, futsalista, piłkarz plażowy, reprezentant w piłce nożnej plażowej. Na trawie reprezentuje Karlikowo Sopot, na piasku gra w KP Łódź. Na hali reprezentował AZS Uniwersytet Gdański, a teraz reprezentuje LZS Bojano. Uczestnik Euro Winners Cup w latach 2017-2019 oraz Mistrzostw Świata w piłce nożnej plażowej 2017.